# チェ・ユニョン (ミスコリア)
チェ・ユニョン（최윤영、1983年12月21日 - ）は、2003年の第47回ミス・コリア真獲得者。2004年、大韓民国代表として第53回ミス・ユニバースに出場したが、決勝には進めなかった。

## プロフィール
- 出生：1983年12月21日
- 身長など：172cm、52kg、90-60-90
- 学歴：ブリティッシュコロンビア大学心理学科
- 受賞：2003年、ミス・コリア真
- 経歴：2004年、ミス・ユニバース参加：2010年、피부사랑나눔회 広報大使：2010年、ソウルSKナイツ（プロバスケットボールチーム）広報大使
- 趣味：キルト、クロスステッチ
- 特技：跆拳舞